# Coutevroult
Coutevroult este o comună franceză situată în departamentul Seine-et-Marne, în regiunea Île-de-France.

## Geografie

### Localizare
Comuna este situată la aproximativ 14 kilometri est de Lagny-sur-Marne. Este aproape de Disneyland Paris.

### Comune limitrofe
Comunele limitrofe sunt: Villiers-sur-Morin, Magny-le-Hongre, Bailly-Romainvilliers, Villeneuve-le-Comte, Saint-Germain-sur-Morin și Couilly-Pont-aux-Dames.

### Geologie și relief
Altitudinea comunei variază de la 47 de metri la 142 de metri pentru cel mai înalt punct, centrul satului situându-se la aproximativ 135 de metri altitudine (primăria). Este clasificată în zona de seismicitate 1, corespunzând unei seismicități foarte scăzute.

### Hidrografie
Rețeaua hidrografică a comunei este compusă din două cursuri de apă referențiate:
- Grand Ru, 3,11 km[6], care confluează cu un braț al râului Grand Morin;
- Râul Misère, 0,67 km[7], afluent al râului Grand Morin[8].

Lungimea totală a cursurilor de apă de pe teritoriul comunei este de 0,58 km.

### Climă
În 2010, clima comunei este de tip oceanic degradat al câmpiilor din Centru și Nord, conform unui studiu al Centrului Național de Cercetare Științifică (CNRS) bazat pe o serie de date care acoperă perioada 1971-2000. În 2020, Météo-France publică o tipologie a climei Franței metropolitane, în care comuna este expusă unei clime oceanice alterate și se află în regiunea climatică Nord-Est a bazinului Parisian, caracterizată printr-un nivel redus de însorire, precipitații medii distribuite regulat pe parcursul anului și ierni reci (3 °C).
Pentru perioada 1971-2000, temperatura anuală medie este de 10,7 °C, cu o amplitudine termică anuală de 14,4 °C. Cumulul anual mediu de precipitații este de 705 mm, cu 11,4 zile de precipitații în ianuarie și 8,2 zile în iulie. Pentru perioada 1991-2020, temperatura medie anuală observată la stația meteorologică Météo-France cea mai apropiată, situată în comuna Mouroux la 14 km distanță, este de 11,6 °C, iar cumulul anual mediu de precipitații este de 594,8 mm.
Pentru viitor, parametrii climatici estimati pentru comună pentru anul 2050, conform diferitelor scenarii de emisii de gaze cu efect de seră, pot fi consultati pe un site dedicat publicat de Météo-France în noiembrie 2022.

### Medii naturale și biodiversitate

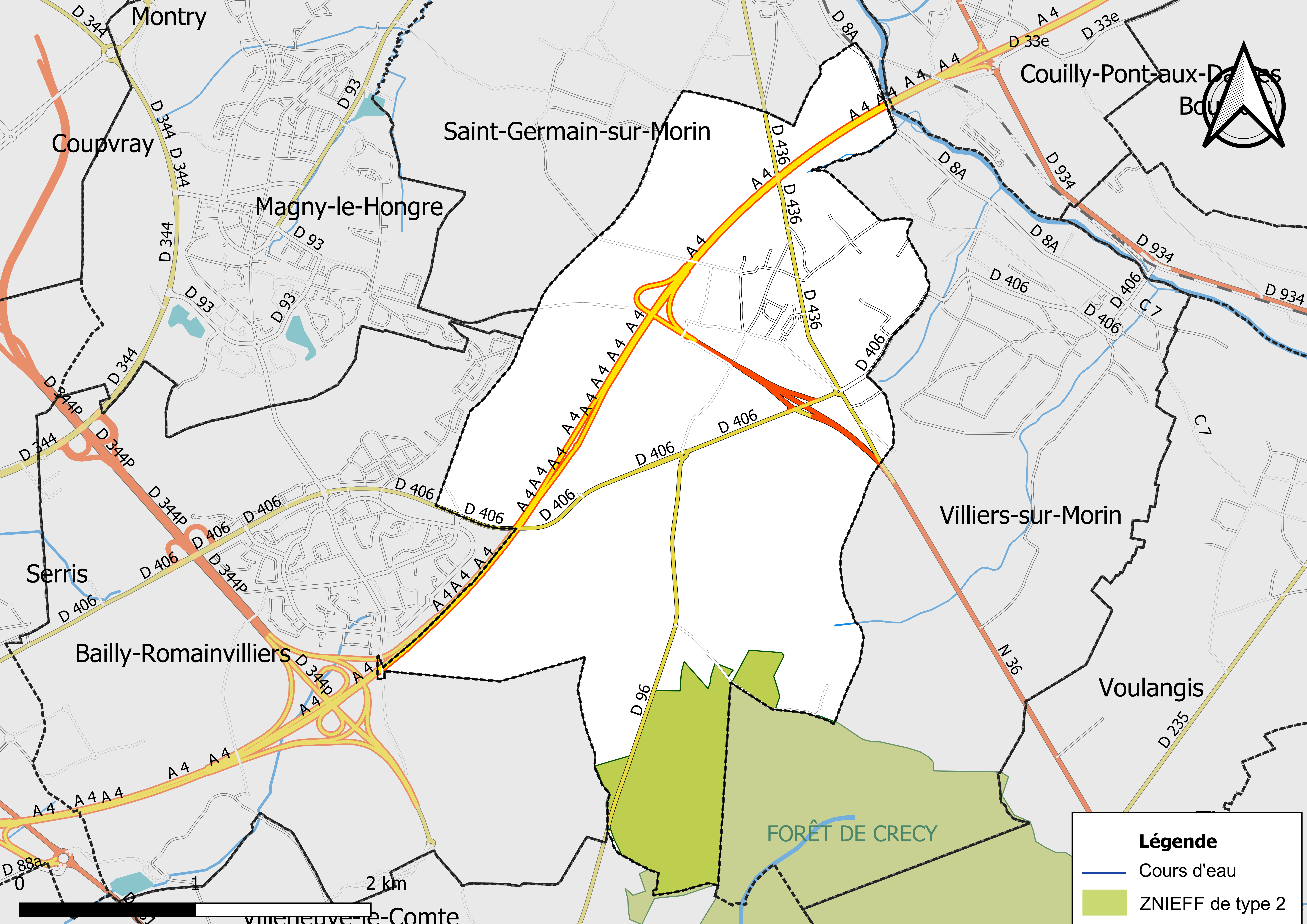
Hartă a ZNIEFF de tip 2 din comună.

Inventarul zonelor naturale de interes ecologic, faunistic și floristic (ZNIEFF) are ca obiectiv realizarea unei acoperiri a zonelor cele mai interesante din punct de vedere ecologic, în principal în perspectiva îmbunătățirii cunoașterii patrimoniului natural național și de a furniza diferiților decidenți un instrument de ajutor pentru luarea în considerare a mediului în amenajarea teritoriului.
Teritoriul comunei Coutevroult include o zonă naturală de interes ecologic, faunistic și floristic de tip 2, denumită „Pădurea Crécy” (6.897,74 ha), care acoperă 17 comune din departament.

## Urbanism

### Tipologie
La 1 ianuarie 2024, Coutevroult este clasificată ca zonă periurbană, conform noii grile comunale de densitate cu șapte niveluri definită de INSEE (Institutul Național de Statistică și Studii Economice) în 2022. Aparține unității urbane Bailly-Romainvilliers, o aglomerație intradepartamentală care reunește paisprezece comune, dintre care este o comună din suburbie. În plus, comuna face parte din aria metropolitană a Parisului, fiind una dintre comunele de la periferie, această zonă reunind 1.929 de comune.

### Ocuparea terenurilor
Ocuparea solului comunei, așa cum reiese din baza de date europeană de ocupare biofizică a solului Corine Land Cover (CLC), este marcată de importanța zonelor agricole (72,7% în 2018), în scădere față de 1990 (79,1%). Repartiția detaliată în 2018 este următoarea: terenuri arabile (64,2%), păduri (19,3%), zone agricole eterogene (8,4%), zone urbanizate (8%).

## Toponimie
Numele localității este menționat sub formele Curia Evroldi în 1082; Curtevrold în 1190; Cortevrot în 1226; Curia Ebrodi în 1261; Curia Ebroudi în 1269; G. de Curia Evrout în secolul al XIII-lea; Courtevroust în 1450; Coutevrou în 1479; Coustevroust în 1548; Couttevroux în 1600; Curia Ebroldi în 1657; Court Evroul în 1730; Courtevrou în 1757 (Cassini); Coutevroust în 1834 (Carte d'État-major).

## Populația și societatea

### Date demografice
Evoluția numărului de locuitori este cunoscută prin recensămintele populației efectuate în comună începând din 1793. Pentru comunele cu mai puțin de 10 000 de locuitori, un recensământ al întregii populații este realizat la fiecare cinci ani, populațiile legale pentru anii intermediari fiind estimate prin interpolare sau extrapolare.
În 2022, comuna număra 1 191 locuitori, în creștere cu +10,38 % față de 2016 (Seine-et-Marne: +3,92 %, Franța fără Mayotte: +2,11 %).
| An        | 1793 | 1806 | 1841 | 1861 | 1876 | 1886 | 1901 | 1921 | 1936 | 1962 | 1982 | 2006 | 2014  | 2022  |
| --------- | ---- | ---- | ---- | ---- | ---- | ---- | ---- | ---- | ---- | ---- | ---- | ---- | ----- | ----- |
| Populație | 472  | 477  | 486  | 414  | 369  | 373  | 327  | 313  | 273  | 245  | 396  | 654  | 1 070 | 1 191 |